# Alain Fousseret
Pour les articles homonymes, voir Fousseret.
Alain Fousseret, né le 25 mars 1956 à Besançon et mort le 6 décembre 2022 à Bartenheim, est un homme politique français.
Il a notamment été vice-président Vert du Conseil régional de Franche-Comté entre 2004 et 2015. Il est également conseiller municipal de Danjoutin (Territoire de Belfort) à partir de 2014 puis réélu en 2020.

## Biographie
Ingénieur écologue de formation[réf. nécessaire], Alain Fousseret dirige un service des eaux dans le Territoire de Belfort. Puis il est chargé de missions auprès du président de la CCST, Communauté de communes du Sud Territoire de Belfort.

### Carrière politique
Il est élu conseiller régional de Franche-Comté en 1998 sur la liste de la gauche plurielle. À partir de 2004, il est successivement vice-président aux lycées puis aux transports de l'institution. Il est également vice-président puis président du « Pôle énergie » de Franche-Comté, ainsi que président de l'Association nationale pour la qualité environnementale et le développement durable des territoires d'activités (PALME).
Membre des Amis de la Terre depuis près de quarante ans, son engagement pour l'écologie remonte à 1975. Ayant participé à la fondation des Verts en 1984 aux côtés de Dominique Voynet, Yves Cochet et Antoine Waechter, il occupe de nombreuses fonctions dans le parti au niveau national : membre du Conseil national pendant cinq ans, co-secrétaire national (1989–1993) et secrétaire du Conseil statutaire durant plus de dix ans. Il devient un porte-drapeau régulier des Verts lors des élections municipales, cantonales, législatives, régionales et européennes en Franche-Comté.
En 2014, il est élu conseiller municipal de Danjoutin (Territoire de Belfort), où il est réélu en 2020.
Engagé dans l'action associative, il a, entre autres, fondé une association pour la promotion du papier recyclé, une autre pour un système d'échange local (SEL) et fondée en 1987 : INTERMED, qui propose aujourd'hui plus de 15 000 heures de travail par an à des personnes en exclusion.

### Mort
Alain Fousseret meurt d'une crise cardiaque le 6 décembre 2022 à l'âge de 66 ans,.

### Famille
Son frère, Jean-Louis Fousseret, est maire (PS puis LREM) de Besançon de 2001 à 2020.

## Prises de position
Il s'oppose, au cours des années 1990, au projet du grand canal, aux côtés de Dominique Voynet.
En 2019, Alain Fousseret fait partie des « pisseurs de glyphosate », en ayant fait analyser son urine avec des taux de glyphosate supérieurs à la norme pour l'eau potable.

## Synthèse des mandats
- 1998-2015 : conseiller régional de Franche-Comté ;
  - 2004-2008 : vice-président chargé de l’éducation, des lycées et des TIC ;
  - 2008-2010 : vice-président chargé de l'éducation, des lycées, de l'apprentissage, de la formation des carrières sanitaires et sociales et des TIC ;
  - 2010-2015 : vice-président chargé des transports et de la multimodalité ;
- 2014-2022 : conseiller municipal de Danjoutin.